# Segestria pusilla
Segestria pusilla là một loài nhện trong họ Segestriidae.
Loài này thuộc chi Segestria. Segestria pusilla được Hercule Nicolet miêu tả năm 1849.